# ورود تفنگ به ژاپن

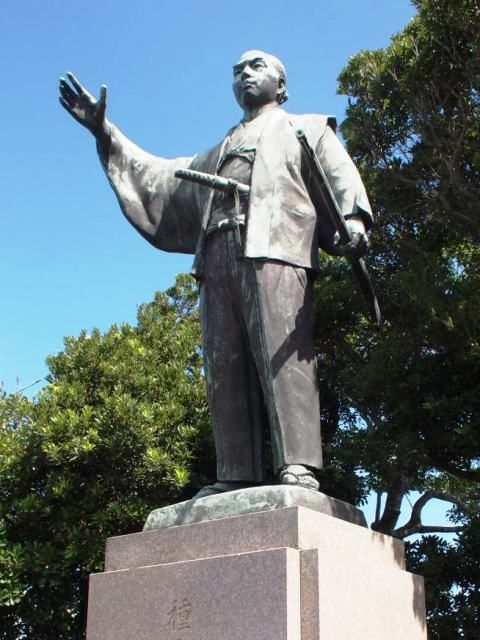
مجسمه تانه‌گاشیما توکیتاکا

ورود تفنگ به ژاپن (به ژاپنی: 鉄砲伝来 Teppō Denrai)، اشاره به ورود تفنگ آتش‌زن در قرن شانزدهم از اروپا به ژاپن دارد. به تعریف دیگر به حادثه ای اشاره دارد که به تانه‌گاشیما (تفنگ شمخال) (ولایت اوسومی در آن زمان، استان کاگوشیما امروزی) به سراسر ژاپن گسترش یافت. علاوه بر اسلحه‌های گرم، تکنیک‌های ساخت و روش‌های تیراندازی نیز منتقل شد. نظریه‌های مختلفی در مورد سال وجود دارد. به گزارش تپپوکی، در ۲۵ اوت ۱۵۴۳ برای اولین بار یک کشتی اسپانیایی با حدود ۱۰۰ مسافر به ساحل ژاپن نزدیک شد و در جزیره تانه‌گاشیما در ولایت اوسومی دو قبضه تفنگ از طرف مسافران این کشتی به دایمیوی منطقه تانه‌گاشیما توکیتاکا فروخته شد. او همچنین تکنیک مخلوط کردن باروت و تیراندازی را نیز یادگرفت.